# Płatność zbliżeniowa

Symbol płatności zbliżeniowych

Płatność zbliżeniowa, płatność bezstykowa, płatność NFC (od ang. near field communication) – rodzaj szybkiej płatności dzięki użyciu smartfonów wyposażonych w technologię NFC lub karty zbliżeniowej.
Aby dokonać płatności, wystarczy przyłożyć do czytnika kartę zbliżeniową lub smartfon. Do marca 2020 roku, jeżeli wartość przelewu przekraczała 50 złotych, należało dodatkowo podać PIN karty.
W Polsce popularność płatności zbliżeniowych dynamicznie rośnie. W marcu 2017 roku 23% Polaków płaciło zbliżeniowo codziennie lub prawie codziennie. To trzykrotnie więcej niż średnia europejska i dwudziestokrotnie więcej niż w Niemczech. 77% wszystkich kart płatniczych w Polsce obsługuje płatności zbliżeniowe.
Według raportu Narodowego Banku Polskiego, na koniec 2017 roku płatności zbliżeniowe stanowiły około 70% wszystkich transakcji kartami płatniczymi w Polsce.